# Cryptography Research and Evaluation Committee
 (février 2025).
Si vous disposez d'ouvrages ou d'articles de référence ou si vous connaissez des sites web de qualité traitant du thème abordé ici, merci de compléter l'article en donnant les références utiles à sa vérifiabilité et en les liant à la section « Notes et références ».
 (février 2025).
CRYPTREC (Cryptography Research and Evaluation Committee) est un comité d'experts en cryptologie mis en place [Quand ?] par le gouvernement japonais dans le but d'évaluer des algorithmes cryptographiques et d'établir des recommandations pour le gouvernement et l'industrie. Ce projet est comparable au projet européen NESSIE et au concours AES lancé par la NSA.